# Дани без тебе
Дани без тебе је пети студијски албум соло каријере Младена Војичића Тифе из 1995. године. Текстове за већину песма је писао Златко Арсланагић, осим 5, 6, 7 и 9, које су написали Тифа, Милић Вукашиновић и Златан Ћехић. Албум је снимљен у студију Интакт током лета 1995. године и издат за издавачку кућу In Takt Records касети и CD.

## Списак песама
| №   | Назив                  | Трајање |  |
| 1.  | Јави се                |         |  |
| 2.  | Дуге кише јесење       |         |  |
| 3.  | Дани без тебе          |         |  |
| 4.  | Срце ватру запали      |         |  |
| 5.  | Биће пјесма            |         |  |
| 6.  | Стипу гатибо           |         |  |
| 7.  | Нису сви будале као ми |         |  |
| 8.  | Тиха вода љубави       |         |  |
| 9.  | Не брини за мене       |         |  |
| 10. | Јер туга зна           |         |  |